# Syndrome de Werner
Ne doit pas être confondu avec Syndrome de Wermer.
Le syndrome de Werner est une maladie rare, héréditaire et génétique qui se traduit par une petite taille et un vieillissement prématuré de l'organisme de l'adulte jeune, associé à une prédisposition aux cancers.
Le développement est normal jusqu'à l'âge de 10 ans. Le premier signe est l'arrêt de la dentition. Vers 20 ans, les cheveux blanchissent et deviennent rares, la voix perd de sa force et la peau change. Une cataracte bilatérale apparaît avec diabète, ostéoporose, des ulcérations cutanées, des calcifications vasculaires et un hypogonadisme.
L'infarctus du myocarde ou le cancer sont les causes principales de décès, le plus souvent avant 50 ans.
Le syndrome de Werner doit être distingué de la progeria, qui est toujours due à une mutation.

## Historique
C'est Otto Werner (en) qui en fit la première description dans sa thèse de recherche : ophtalmologiste allemand, il observait des cataractes précoces et des signes de progéria chez certains de ses patients, notamment dans une famille comptant quatre enfants : canitie, alopécie, ulcères cutanés aux genoux, diabète sucré, cataracte bilatérale, hypogonadisme, calcification vasculaire et ostéoporose.

## Épidémiologie
La prévalence du syndrome de Werner est plus élevée dans les populations japonaise et sarde en raison d'un phénomène de mutation fondatrice et elle peut être estimée à environ 1/50000. Dans le reste de la population, elle pourrait être 4 fois moindre. 

## Description
- blanchiment prématuré des cheveux (canitie)
- nanisme
- hypogonadisme
- cataracte
- atrophie pseudo-sclérodermique des membres inférieurs
- incidence anormalement élevée de tumeurs malignes